# Pigeon de Somalie
Columba oliviae
Espèce
Statut de conservation UICN

 DD  : Données insuffisantes
Le Pigeon du Somaliland (Columba olivae) est une espèce d'oiseaux endémique du Somaliland.
Cet oiseau se nourrit de baies, de graines et de céréales.